# Pingdong (köpinghuvudort i Kina, Jiangsu Sheng, lat 32,12, long 120,78)
Pingdong är en köpinghuvudort i Kina. Den ligger i provinsen Jiangsu, i den östra delen av landet, omkring 190 kilometer öster om provinshuvudstaden Nanjing. Antalet invånare är 42 200. Befolkningen består av 22 316 kvinnor och 19 884 män. Barn under 15 år utgör 10,0 %, vuxna 15-64 år 70 %, och äldre över 65 år 18,0 %.
Runt Pingdong är det mycket tätbefolkat, med 3 022 invånare per kvadratkilometer. Närmaste större samhälle är Nantong, 13,7 km sydost om Pingdong. Trakten runt Pingdong består till största delen av jordbruksmark.
Genomsnittlig årsnederbörd är 1 284 millimeter. Den regnigaste månaden är juli, med i genomsnitt 239 mm nederbörd, och den torraste är januari, med 34 mm nederbörd.